# Vasivaea alchorneoides
Vasivaea alchorneoides är en malvaväxtart som beskrevs av Henri Ernest Baillon. Vasivaea alchorneoides ingår i släktet Vasivaea och familjen malvaväxter. Inga underarter finns listade i Catalogue of Life.